# Hospital Dr. Orlando Alassia

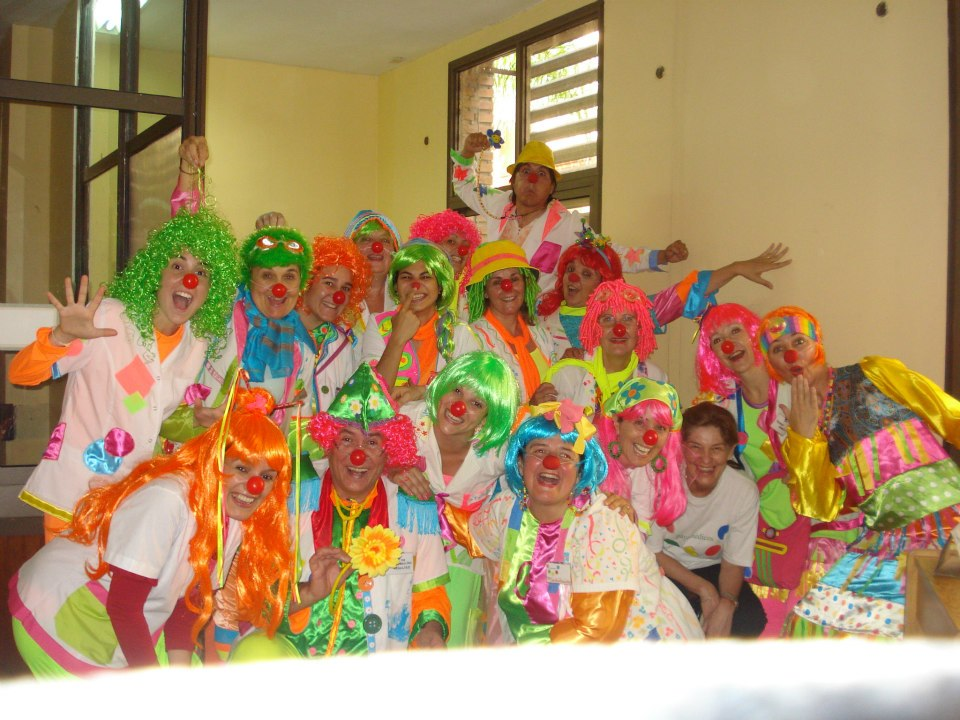
Los payamédicos en el hospital.

El Hospital de Niños "Dr. Orlando Alassia" es un hospital público de la ciudad de Santa Fe, capital de la Provincia de Santa Fe. Fue creado por el decreto n.º 0637 el 29 de abril de 1999, para reemplazar al viejo Hospital de Niños de la ciudad, es un establecimiento de salud con internación especializada en neonatología y pediatría, ubicado en la calle Mendoza al 4151.
Cuenta con sectores dedicados a la dermatología, infectología, nefrología, reumatología, cardiología, endocrinología, gastroenterología, urología, tocoginecología, neurocirugía, cirugía plástica y quemados, oftalmología, otorrinolaringología, kinesiología, terapia ocupacional, medicina física y rehabilitación, fonoaudiología, odontología, traumatología, psicopedagogía, genética y medicina respiratoria. Además cuenta con servicios de emergencia, cuidados especiales y terapia intensiva infantil.
El doctor especialista en pediatría y terapia intensiva pediátrica Osvaldo González Carrillo es el director del nosocomio desde el 31 de marzo de 2014. El primer nombre del hospital fue María Eva Duarte de Perón, del cual paso a llamarse Dr. Ricardo Gutiérrez, y actualmente Dr. Orlando Alassia. Orlando Alassia fue quién creó la Fundación del Hospital de Niños y, junto al doctor Santiago Paviotti, impulsan la construcción del Nuevo Hospital de Niños.
En el hospital funciona, como servicio complementario, la «Casita de las Madres», fundado el 3 de noviembre de 2003, un equipo con ocho empleadas de planta permanente del Alassia, una psicóloga y una trabajadora social, que ayudan a contener a las madres y sus hijos en sus largas estadías en el hospital. También suelen ser lugar de destino de los payamédicos, un grupo de personas que trabajan ad honorem con el fin de alegrar los días a los niños que se encuentran en el hospital.